# Фридрих Енгелс
Фридрих Енгелс (Бармен, 28. новембар 1820 — Лондон, 5. август 1895) био је немачки филозоф, историчар, комуниста, социолог, новинар, бизнисмен и револуционар. Његов отац био је власник великих текстилних фабрика у Солфорду у Енглеској и Бармену у Прусији (сада Вупертал, Немачка).
Енгелс је заједно са Карлом Марксом развио оно што је данас познато као марксистичка теорија и 1845. године објавио је Стање радничке класе у Енглеској, засновано на личним запажањима и истраживањима у енглеским градовима. Енгелс је 1848. године заједно са Марксом написао Комунистички манифест, а такође је аутор и коаутор (превасходно са Марксом) многих других дела. Касније је Енгелс финансијски подржавао Маркса, омогућивши му да истражује и напише Капитал. Након Марксове смрти, Енгелс је уредио други и трећи том Капитала. Поред тога, Енгелс је организовао Марксове белешке о теоријама вишка вредности, које су касније објављене као „четврти том Капитала”. Године 1884. је на основу Марксовог етнографског истраживања објавио је Порекло породице, приватног власништва и државе.
Енгелс је умро у Лондону 5. августа 1895. године, у 74. години од карцинома гркљана и после кремирања његов пепео био је расут са Бичи Хеда у близини Истборна.

## Биографија
Енгелс је рођен 28. новембра 1820. у месту Бармен (западно од Келна). Пореклом је био из изразито религиозне (па је тако и одгојен) и богате трговачке породице. Гимназију је завршио у родном месту, након чега је отишао у Бремен 1838. године, где се посветио трговини. Хуманистичке и слободарске идеје у Немачкој крче пут и остављају дубок траг на њему. Енгелс је тада штампао прве песме, фељтоне и критичке приказе о разним немачким писцима у хамбуршком часопису Телеграф које објављује под псеудонимом Фридрих Освалд.
На њега нарочито делује Штраусово дело Живот Исусов. У јесен 1841. Енгелс је отишао у Берлин на одслужење војног рока, где се упознаје с младохегелијанцима и постаје њихов одушевљени присталица. Крајем 1842. упознаје се са комунизмом. Ка комунизму ће се усмерити у Енглеској, где је радио (захваљујући очевим везама) у предузећу Ермент и Енгелс. На путу за Манчестер, Енгелс је посетио канцеларију Рајнских новина и први пут срео Карла Маркса, а трајно пријатељство су успоставили касније у Паризу, 28. августа 1844. у познатом Режанс кафеу, које је у том времену такође било велико састајалиште проминентнијих љубитеља шаха.
Током боравка у Манчестеру, Енгелс је запазио тешке услове рада британских радника. Ова запажања, уз искуство које је имао радећи у очевој фирми, су чинила основу за његову прву књигу Положај радничке класе у Енглеској 1844. Док је писао књигу, Енгелс је наставио своје ангажовање у новинарству и политици. Посетио је неке чланове енглеског радничког и чартистичког покрета и писао за неколико новина, укључујући Нортерн Стар, Њу Морал Ворлд Роберта Овена и Демократик ривју.
Након боравка у Енглеској, Енгелс је 1844. одлучио да се врати у Немачку. Док је путовао за Немачку, зауставио се у Паризу да би срео Карла Маркса, са ким се раније дописивао. Енгелс је на крају остао у Паризу да би помогао Марксу да напише Свету породицу, која је била напад на Младе Хегеловце и браћу Бауер. Енгелсов најранији допринос Марксовом раду је било писање за новине Deutsch-französische Jahrbücher, које су уређивали Маркс и Арнолд Руге.
У раздобљу од 1845. до 1849. године Енгелс се највише задржава у Бриселу (куда је Маркс морао емигрирати из Париза) и Паризу те с Марксом оснива комунистичке дописничке комитете и агитира међу радницима ширећи социјалистичке идеје.
Након избијања револуције у Немачкој (1848) Енгелс се враћа у домовину, где заједно са Карлом Марксом стоји на крајње левом крилу револуционарних снага и учествује у оснивању листа Нове рајнске новине. У њему износи низ увредљивих опаски на рачун разних словенских народа (које сматра контрареволуционарним), предвиђа њихов нестанак и то представља као „корак напред“. Гушењем револуције, као и престанком излажења Нових рајнских новина 19. маја 1849. Енгелс се придружује устанку у Фалачкој и као ађутант вилиховског добровољачког одреда, након слома устанка и револуције, емигрира у Швајцарску, а одатле у Лондон. После пропасти револуције долази до сукоба у немачком комунистичком покрету у којем Енгелс и Маркс извлаче дебљи крај. Маркс се одлучио завршити економске студије, а Енгелс је поново почео радити у предузећу свог оца у Манчестеру и материјално помагати Маркса како би овај могао завршити своју књигу Капитал.
Како је Маркс почетком 1850-их још увек слабо владао енглеским језиком, Енгелс је за њега писао чланке за часопис Њујорк Трибјун, а касније (1857—1858) помаже му и у сарадњи са једном америчком енциклопедијом. Енгелс је боравак у Манчестеру искористио и за учење природних и друштвених знаности. Крајем 1870. године Енгелс се дефинитивно преселио у Лондон и одмах се укључио у рад Интернационале (чији је један од оснивача) и постао члан њеног Генералног савета. У оквиру Интернационале био је оштар критичар анархисте Бакуњина и тражио је да се он искључи из те организације. Након Марксове смрти 1883. године Енгелс је интензивно радио на издању друге и треће књиге Капитала. Другу књигу је завршио 1884, а трећу 1894. године. Преминуо је 5. августа 1895. године у Лондону.